# ルーク・ガーバット
ルーク・サミュエル・ガーバット（Luke Samuel Garbutt 、1993年5月21日 - ）は、イングランド・ハロゲイト出身のプロサッカー選手。ポジションは、ディフェンダー。

## クラブ経歴
リーズ・ユナイテッドAFCの下部組織でプレーを始め、2009年にエヴァートンFCの下部組織に移籍。2012年8月のフットボールリーグカップ2回戦・レイトン・オリエントFC戦でトップチームデビュー。その後は下位クラブへレンタルに出され経験を積んだ。
レンタル復帰後の2014年4月、サウサンプトンFC戦でプレミアリーグデビュー。
しかし思うように出場機会を得られず、再び下位クラブへのレンタル移籍を繰り返した。
2020年9月22日、ブラックプールFCへ移籍。
2023年6月、サルフォード・シティFCに移籍。

## 代表歴
各年代でイングランド代表に選出されており、UEFA U-17欧州選手権2010、2013 FIFA U-20ワールドカップ、UEFA U-21欧州選手権2015に参加した。

## タイトル
イングランド代表
- UEFA U-17欧州選手権2010

個人
- UEFA U-17欧州選手権2010大会ベストイレブン